# Billet de 10 000 francs Génie français
Pour les articles homonymes, voir 10 000 francs.
Recto
Verso
Chronologie
10 000 francs Bonaparte
Le 10 000 francs Génie français est un billet de banque français créé le 27 décembre 1945 et mis en circulation le 21 juillet 1950 par la Banque de France. Premier billet français d'un montant aussi élevé, il fut remplacé par le 10 000 francs Bonaparte.

## Historique
Le 4 juin 1945, les Français ont douze jours pour présenter toutes les coupures d'un montant supérieur à 50 francs aux comptoirs de la Banque de France qu'on leur échange contre des billets dits « de réserve » (ceux de 300 et de 5 000 francs). Il s'agit pour le gouvernement de reprendre le contrôle des espèces en circulation. Retardé à cause de problèmes techniques liés au filigrane, ce premier billet de dix mille francs reprend à son profit la thématique allégorique de la Jeunesse, de la Femme, de la Science et des Arts, autant de déclinaisons d'une France appuyée, de façon assez ténue, sur son génie. 
Il fut fabriqué jusqu'en juin 1956 puis retiré de la circulation à partir du 18 mars 1959 et définitivement privé de cours légal le 1er avril 1968. Tirage 300 600 000 exemplaires.

## Description
Ce billet fut imprimé en polychromie d'après les peintures de Sébastien Laurent (1885-1973), également auteur entre autres du 500 francs La Paix, gravé pour l'avers par Jules Piel et pour le revers par Camille Beltrand.
Le recto représente une jeune femme habillée d'un corsage mauve tenant un livre dans la main droite et le bras gauche appuyé sur un globe terrestre ; elle est entourée d'objets symbolisant la recherche scientifique. Au verso, on voit un jeune homme figurant une représentation idéalisée du « compagnon » tailleur de pierre du Moyen Âge affecté à la construction des cathédrales, en appui sur la base d'un chapiteau et entouré d'outils (marteau, ciseaux, compas).
Le filigrane représente un profil d'homme à la tête laurée façon antique, tenant un flambeau.
Les dimensions sont de 221 mm × 120 mm.